# Unione Sportiva Livorno 1935-1936
Questa voce raccoglie le informazioni riguardanti la Unione Sportiva Livorno nelle competizioni ufficiali della stagione 1935-1936.

## Stagione
Nella stagione 1935-1936 il Livorno sfiora la Serie A, con 47 punti in classifica si piazza al terzo posto, un punto in meno delle promosse Lucchese e Novara. Risulterà fatale la sconfitta esterna di Novara alla 30ª giornata. Il campo di gioco livornese torna ad essere imbattuto, alle avversarie vengono concessi solo tre pareggi, ma il rendimento esterno è altalenante con sei sconfitte, che si riveleranno decisive.
Fra le note positive della stagione l'ottimo bottino di reti di Raggio Montanari cannoniere con 18 reti, e di Giovanni Costanzo con 16 reti. Anche in Coppa Italia la squadra amaranto conduce un buon percorso, raggiungendo i Quarti di Finale, dove sarà eliminata dal Torino.

## Divise
| Prima divisa | Seconda divisa |

## Rosa
| N. |                      | Ruolo | Calciatore         |
| -- | -------------------- | ----- | ------------------ |
|    | Italia (bandiera)    | P     | Attilio Bulgheri   |
|    | Italia (bandiera)    | P     | Paolo Lami         |
|    | Italia (bandiera)    | D     | Emilio Bergamini   |
|    | Italia (bandiera)    | D     | Armando Bertagni   |
|    | Italia (bandiera)    | D     | Guido Duo          |
|    | Italia (bandiera)    | D     | Giovanni Landini   |
|    | Argentina (bandiera) | C     | José Agosto        |
|    | Italia (bandiera)    | C     | Angelo Arcari (II) |
|    | Italia (bandiera)    | C     | Eraldo Bedendo     |
|    | Italia (bandiera)    | C     | Indro Cenci        |
|    | Argentina (bandiera) | C     | Francisco Garaffa  |
|    | Italia (bandiera)    | C     | Dino Gifford       |

| N. |                      | Ruolo | Calciatore         |
| -- | -------------------- | ----- | ------------------ |
|    | Italia (bandiera)    | A     | Bruno Arcari (IV)  |
|    | Italia (bandiera)    | A     | Giovanni Costanzo  |
|    | Italia (bandiera)    | A     | Natale Faccenda    |
|    | Argentina (bandiera) | A     | Nicola Ferrara (I) |
|    | Italia (bandiera)    | A     | Valerio Gravisi    |
|    | Italia (bandiera)    | A     | Alberto Guasconi   |
|    | Italia (bandiera)    | A     | Venuto Lombatti    |
|    | Italia (bandiera)    | A     | Mario Magnozzi     |
|    | Italia (bandiera)    | A     | Raggio Montanari   |
|    | Italia (bandiera)    | A     | Giacomo Neri       |
|    | Italia (bandiera)    | A     | Mario Nicolini     |
|    | Italia (bandiera)    | A     | Aurelio Zennaro    |

## Risultati

### Girone di andata
| Arbitro: | Carminati (Milano) |

|                                               |           |  |
| Montanari 14’ Arcari IV 50’ Costanzo 75’, 76’ | Marcatori |  |

| Arbitro: | Barlassina (Novara) |

|                             |           |                                               |
| Mazzoni 34’, 59’ Pacini 66’ | Marcatori | 23’, 81’ Montanari 31’ Neri 45’ (aut.) Nebbia |

| Arbitro: | Fois (Roma) |

|                                       |           |             |
| Ferrara I 30’ (rig.) 44’ Costanzo 43’ | Marcatori | 25’ Renoldi |

| Arbitro: | Scarpi (Dolo) |

|  |           |              |
|  | Marcatori | 82’ Faccenda |

| Arbitro: | Casati (Como) |

|                                                        |           |                |
| Montanari 2’, 35’, 61’ Costanzo 15’, 40’ Arcari IV 82’ | Marcatori | 63’ Ferretti I |

| Arbitro: | Salvatori (Roma) |

|                                         |           |               |
| Ferrari I 19’ Montanari 26’ Bedendo 37’ | Marcatori | 55’ Spanghero |

| Arbitro: | Mazzarini (Roma) |

|                       |           |                     |
| Coppa 24’ Biagini 46’ | Marcatori | 88’ (rig.) Garraffa |

| Arbitro: | Mauri (Como) |

|                                 |           |              |
| Lombatti 14’, 46’ Montanari 37’ | Marcatori | 27’ Lombardi |

| Arbitro: | Bertolio (Torino) |

|           |           |              |
| Conti 14’ | Marcatori | 75’ Costanzo |

| Arbitro: | Carminati (Milano) |

|                                                                  |           |             |
| Arcari IV 1’ Montanari 40’ Garraffa 53’ (rig.) Faccenda 59’, 70’ | Marcatori | 30’ Begnini |

| Arbitro: | Moretti (Genova) |

|              |           |                       |
| Cappelli 38’ | Marcatori | 32’ Neri 42’ Costanzo |

| Arbitro: | Collina (Vado Ligure) |

|                                |           |                     |
| Costanzo 10’, 20’ Faccenda 69’ | Marcatori | 57’ (rig.) Torti II |

| Livorno 15 dicembre 1935 13ª giornata | Livorno            | 0 – 0 | Novara | Stadio Edda Ciano Mussolini\| Arbitro: \| Giannelli (Genova) \| |
| Arbitro:                              | Giannelli (Genova) |       |        |                                                                 |

| Arbitro: | Scotto (Savona) |

|                         |           |             |
| Cominelli 59’ Salvi 63’ | Marcatori | 3’ Costanzo |

| Arbitro: | Mazzarini (Roma) |

|               |           |               |
| Montanari 16’ | Marcatori | 77’ Romagnolo |

| Arbitro: | Biancone (Roma) |

|  |           |                                                  |
|  | Marcatori | 23’ Guasconi 31’ Neri 43’ Bergamini 60’ Faccenda |

| Arbitro: | Ciamberlini (Genova) |

|            |           |  |
| Frossi 90’ | Marcatori |  |

### Girone di ritorno
| Arbitro: | Salvatori (Roma) |

|  |           |              |
|  | Marcatori | 50’ Magnozzi |

| Arbitro: | Leoni (Milano) |

|                                  |           |  |
| Montanari 20’, 77’ Arcari IV 31’ | Marcatori |  |

| Siena 9 febbraio 1936 20ª giornata | Siena            | 0 – 0 | Livorno | Stadio Rino Daus\| Arbitro: \| Piccoli (Torino) \| |
| Arbitro:                           | Piccoli (Torino) |       |         |                                                    |

| Arbitro: | Gondola (Monfalcone) |

|                           |           |  |
| Faccenda 29’ Guasconi 44’ | Marcatori |  |

| Arbitro: | Saracini (Ancona) |

|                                                 |           |                            |
| Re 1’, 51’ Gardini 13’ Ferretti I 73’ Gerbi 74’ | Marcatori | 32’ Arcari IV 43’ Guasconi |

| Taranto 1º marzo 1936 23ª giornata | Taranto              | 0 – 0 | Livorno | Stadio del Littorio\| Arbitro: \| Ciamberlini (Genova) \| |
| Arbitro:                           | Ciamberlini (Genova) |       |         |                                                           |

| Arbitro: | Scotto (Savona) |

|                                         |           |           |
| Montanari 10’, 82’ Bedendo 63’ Neri 79’ | Marcatori | 19’ Coppa |

| Pistoia 15 marzo 1936 25ª giornata | Pistoiese           | 0 – 0 | Livorno | Campo Monteoliveto\| Arbitro: \| Barlassina (Novara) \| |
| Arbitro:                           | Barlassina (Novara) |       |         |                                                         |

| Arbitro: | Turbiani (Ferrara) |

|              |           |           |
| Costanzo 24’ | Marcatori | 76’ Conti |

| Arbitro: | Mastellari (Bologna) |

|              |           |  |
| Antonini 16’ | Marcatori |  |

| Arbitro: | Carminati (Milano) |

|                                           |           |              |
| Arcari IV 21’, 25’, 27’ Costanzo 47’, 74’ | Marcatori | 38’ Cappelli |

| Arbitro: | Scorzoni (Bologna) |

|              |           |               |
| Di Santo 65’ | Marcatori | 37’ Montanari |

| Arbitro: | Dattilo (Roma) |

|                           |           |  |
| Versaldi 11’ Rizzotti 88’ | Marcatori |  |

| Arbitro: | Marsciani (Modena) |

|                                              |           |  |
| Costanzo 52’ Arcari IV 55’, 69’ Faccenda 87’ | Marcatori |  |

| Arbitro: | Neri (Vicenza) |

|             |           |              |
| Barberis 9’ | Marcatori | 89’ Costanzo |

| Arbitro: | Carminati (Milano) |

|                                         |           |  |
| Costanzo 30’ Faccenda 49’ Montanari 55’ | Marcatori |  |

| Arbitro: | Salvatori (Roma) |

|                                                       |           |  |
| Costanzo 46’ Faccenda 55’ Montanari 81’ Arcari IV 84’ | Marcatori |  |

## Coppa Italia
| Arbitro: | Biancone (Roma) |

|                                                              |           |  |
| Costanzo 10’ Montanari 20’, 58’ Neri 30’ Garraffa 36’ (rig.) | Marcatori |  |

| Arbitro: | Mazza (Torre del Greco) |

|                                                               |           |               |
| Costanzo 3’ Guasconi 5’ Arcari IV 52’, 68’, 69’ Neri 62’, 83’ | Marcatori | 12’, 89’ Boni |

| Arbitro: | Gonani (Ravenna) |

|                                                            |           |                                         |
| Arcari IV 4’, 52’ Garraffa 43’ Faccenda 100’ Magnozzi 113’ | Marcatori | 13’ Spivach 36’ Callegari 63’ Silvestri |

| Arbitro: | Giannelli (Genova) |

|                                         |           |                         |
| Galli I 22’, 102’ Bo 49’ Buscaglia 108’ | Marcatori | 77’ Zennaro 82’ Gravisi |